# Tchumbuli
El tchumbuli és una llengua guang septentrional que parlen els tchumbulis que viuen al departament de Collines de Benín. Hi ha entre 2.500 (2000) i 8.400 tchumbulis i basa tchumbulis a Benín. El seu codi ISO 639-3 és bqa i el seu codi al glottolog és tchu1241. Els tchumbulis i els cobeches són dos grups humans que tenen orígens diferents però que parlen la mateixa llengua.

## Família lingüística
Segons l'ethnologue, el tchumbuli forma part del subgrup de llengües guangs septentrionals, que formen part de la família de les llengües kwa, que són llengües Benué-Congo. Les llengües guangs septentrionals són el foodo, el dompo, el dwang, el foodo, el gikyode, el ginyanga, el gonja, el chumburung, el kplang, el nawuri, el krache, el nkami, el nkonya i el nchumbulu. Segons el glottolog el tchumbuli és una de les sis llengües del subgrup de les llengües guang del riu Oti Septentrional. Les altres llengües d'aquest grup són el dwang, el chumburung, el kplang, el krachei el nchumbulu.

## Situació geogràfica i pobles veïns
Els tchumbulis viuen a les aldees d'Okounfo, Edaningbe i Gbeda als municipis de Savè i d'Ouèssè al departament de Collines de Benín.
Segons el mapa lingüístic de Benín el territori tchumbuli està situat al centre-est del país, no gaire lluny de la frontera amb Nigèria. Aquest limita amb el territori dels ede cabes al nord, est i sud i amb el territori que comparteixen els mbelimes i els maxis a l'oest.

## Dialectes i semblança amb altres llengües
Els dialectes del tchumbuli són el cobecha i el tchumbuli nuclear. És un 80% semblant al chumburung.

## Sociolingüística, estatus i ús de la llengua
El tchumbuli és una llengua moribunda (EGIDS 8a): Només queden parlants d'edat avançada: avis de la generació dels infants i més vells. La majoria dels seus parlants viuen a Gbédé i a Edaningbe n'hi ha menys. La llengua genera actituds positives però només és parlada per persones més grans de 60 anys. Els tchumbulis també parlen ede cabe, fon, francès, Maxi i ioruba.